# 欧州連合旅券

EU加盟国の通常のパスポート（画像のパスポートは、フランス）は、共通のデザインを持ち、クロアチアを除くすべての国がバーガンディ色の表紙を採用している。

欧州連合旅券 (おうしゅうれんごうりょけん、英語: Passports of the European Union)とは、通常のパスポートを発行していない欧州連合（EU）の、加盟27カ国が発行する共通の旅券（パスポート）用フォーマットである
。このフォーマットの特徴は、カラーの表紙（バーガンディ色） に、発行国の公用語（場合によっては英語やフランス語への翻訳）で、European Unionの文字、加盟国名、当該国の紋章、PASSPORTの文字、バイオメトリック・パスポートのシンボルが表紙の下部中央に表示されていることである。
欧州連合の市民ではない国籍を持つ特定の者に、このパスポートを発行する場合もある。（例：フェロー諸島在住のデンマーク国民など）
また、欧州委員会は、委員および一部関係者に対して、EUのレセパセを発行している。

## 使用
パスポートを所持するEU市民は、欧州経済領域（EEA）（EU、アイスランド、リヒテンシュタイン、ノルウェー）、スイス、また2020年12月31日以前では英国において、自由渡航権を行使することができる。
シェンゲン圏への出入国の際、EU市民のパスポートには出入国スタンプが押されない。
上記の国に入国する際、バイオメトリック・パスポートを所持している国民は、入国審査カウンターではなく、自動化ゲートを利用できる場合がある。例えば、英国に入国する際、主要な空港では、12歳以上のEUバイオメトリック・パスポート所持者は自動化ゲートを利用できるが、その他のEU市民（国民IDカードやバイオメトリック・パスポート以外を使用している人など）や一部の非EU市民は入国審査カウンターを利用しなければならない。また、12歳未満の子供を連れている人も、入国審査カウンターを利用する必要がある。
EU市民は、パスポートの代わりに、国民IDカードを使って、EEA、スイス、英国内での自由渡航権を行使することができる（EUからの訪問者は2021年10月1日まで）。厳密に言えば、EU市民がEEAやスイスに入国するために、有効なパスポートや国民IDカードを持っている必要はなく、そのため、EEAとスイスの両方に属さないEU市民が、他の方法（期限切れのパスポートや国民IDカード、市民権証明書の提示など）で自分の国籍を証明できる場合、EEAまたはスイスへの入国を許可しなければならない。自分の国籍を十分に証明できないEU市民は、必要な書類を入手したり、合理的な期間内に書類を交付してもらうための「合理的な機会」を与えられる権利がある。

## 共通フォーマットのデザイン
いくつかの特徴の調整はかなり進んでいるが、データページはパスポート冊子の前部または後部にあり、またどの加盟国が発行者であるかを示すために全体的に大きなデザインの違いがある。
1980年代以降、EU加盟国は通常のパスポートのデザインを統一し始めた。現在では、EU加盟国が発行するほとんどのパスポートが、共通のフォーマットを採用している。色はバーガンディ色で、表紙にEuropean Unionの文字と発行加盟国名が印刷されている。パスポートカード、外交、公用、緊急パスポートなどの非通常パスポートは、統一されていない。
最も新しい加盟国であるクロアチアは、EU加盟によりクロアチアのパスポートのデザインが変更されたにもかかわらず、EUフォーマットに準拠することを拒否した。2015年8月3日から、新しいクロアチアのパスポートはダークブルーの表紙で、27のEU加盟国のパスポートの中では異例の状況である。
現在の形となった共通のフォーマットは以下の非強制的な決議の下規定されている。
- 1981年6月23日 欧州共同体の加盟国の代表者が理事会において行った決議
- 1981年6月23日に採択された統一様式のパスポートの採択に関する決議の補足決議 及び 1982年6月30日に欧州共同体の加盟国の代表者が審議会内で行った決議
- 統一されたパターンのパスポートの導入に関する1981年6月23日 及び 1982年6月30日の決議を補足する1986年7月14日に審議会内で行われた加盟国の代表者の決議
- 統一されたパターンのパスポートの導入に関する1981年6月23日、1982年6月30日 及び 1986年7月14日の決議を補足する1995年7月10日の理事会内での加盟国の代表者の決議
- 2004年6月8日に開催された統一されたパターンのパスポートの導入に関する1981年6月23日、1982年6月30日、1986年7月14日 及び 1995年7月10日の決議の補足決議

EUでのパスポートのセキュリティ項目については、非強制的な決議・強制的な規則の両方によって規定されている。
- 2000年10月17日の理事会における、パスポートおよびその他の旅行書類のセキュリティ特性に関する1981年6月23日、1982年6月30日、1986年7月14日 及び 1995年7月10日の決議の補足決議
- 加盟国が発行するパスポートおよび旅券のセキュリティ 及び バイオメトリクスの基準に関する2004年12月13日付理事会規則（EC）No2252/2004
- 加盟国が発行するパスポートおよび旅券のセキュリティ 及び バイオメトリクスの基準に関する理事会規則（EC）No2252/2004の改正に関する2009年5月28日付欧州議会および理事会規則（EC）No444/2009

アイルランドのパスポートのみ、EU法により、チップに指紋情報を含める義務が免除されている。デンマークとアイルランドが発行するパスポートを除き、2006年8月28日（顔画像の場合）と2009年6月28日（指紋の場合）までに新しいパスポートまたはパスポートの更新を申請するすべてのEU市民は、バイオメトリクスによる登録を受けている。これは、理事会規則（EC）2252/2004と、欧州委員会による2つのフォローアップ規則による影響である。

### 全体のフォーマット
- 寸法 B7 (ISO/IEC 7810 ID-3, 88 mm × 125 mm)
- 32 ページ（フィンランドのみ42 ページ[16]、イタリアのみ48 ページ[17][18]） 頻繁旅行者に対しては、希望により大容量のパスポートを発行している。
- 色: バーガンディレッド（クロアチアを除く。）[14]

### 表紙
表紙には、発行国の言語で下記の情報が順番に記載されている。
- EUROPEAN UNIONという文字 （1997年以前：EUROPEAN COMMUNITY）
- 発行国名（EUROPEAN UNION と同一書体）
- 発行国の紋章
- PASSPORT という文字
- バイオメトリック・パスポートのマーク

### 最初のページ
最初のページには、1つ以上の欧州連合の言語で下記の情報が順番に記載されている。
- EUROPEAN UNIONという文字
- 発行国名（EUROPEAN UNION と同一書体）
- PASSPORT という文字
- シリアルナンバー（他のページにも記載されている場合がある。）

### 個人情報ページ
個人情報ページ（ラミネート加工されている場合もある）には、発行国の言語・英語・フランス語で情報が記載されており、EUのすべての公用語で項目の意味が記載されている目次がつけられている。
| 1. 苗字               | 2. 名       |
| 3. 国籍               | 4. 生年月日 |
| 5. 個人ID番号（任意） | 6. 性別     |
| 7. 出生地             | 8. 発行日   |
| 9. 発行機関           | 10. 失効日  |
| 11. 保有者のサイン    |             |
個人情報ページのページの上部には、パスポートを表すコード「P」、発行国を表すコード（ISO 3166-1 alpha-3）、およびパスポート番号が記載され、左側には、顔写真が添付されている。その他の場所には、パスポート保持者の身長やセキュリティ機能などがある。
また、アイルランドのパスポートの出生地については、アイルランド島で生まれた人の場合、出生郡のみが表示され、アイルランド以外で生まれたアイルランド人の場合は、出生国の3文字の国際コードのみが表示される。

#### 機械読取領域
他のバイオメトリック・パスポートと同様に、現在の欧州連合旅券には、名前、国籍及びその他のほとんどの情報が記載された機械読取領域がある。ここには、アルファベット（A-Z）、数字、スペース文字としての「<」のみが含まれており、バーコードなどは含まれていないため、人間による可読性はあるが、コンピュータがより容易に情報を読み取ることができるように設計されている。
氏名のスペルの違い
英語以外の文字を含む名前は、通常、パスポートの（機械読取領域以外の）視覚的な場所では正しい文字で表示が、機械読取領域では、国際民間航空機関（ICAO）の基準に従ってA-Zにマッピングされる。
EUの言語では、å → AA、ä/æ → AE、ö/ø/œ → OE、ü → UE (ドイツ語) or UXX (スペイン語)  及び ß → SSのマッピングが指定されている。アクセントのある文字は、それ以外の単純な文字に置換される（ç → C、ê → E など）。ギリシャ語とブルガリア語については、英語への音訳に基づいたマッピング表がある。また、視覚的にはアルファベットとラテン文字の両方が使われている。
例えば、ドイツ語のMüllerはMUELLERに、GroßはGROSSに、GößmannはGOESSMANNになる。ICAOマッピングは、主に航空券などのコンピュータで作成された国際的に使用される文書に使用されるが、（米国のビザのように）単純な文字が使用されることもある（MULLER、GOSSMANN）。
同じ名前の3つの可能な綴り（例：Müller / Mueller / Muller）が異なる文書で使用されていると、混乱を招くことがある。また、ドイツ語圏のパスポートのように同じ文書の中で2つの異なる綴りが使用されていると、他の国の正書法に慣れていない人に、その文書が偽造されたものであるという印象付けられる可能性もある。一部の国では、名前の元の綴りまたは別の綴りが、身分証明書のページに面したページまたはパスポートの別の場所に記載されている場合がある。
ビザや航空券などの機械読取領域で使用されている綴りを使用し、質問された場合にはそのゾーンを参照することが推奨される。名前が長すぎて航空会社のチケットシステムに収まらない場合も同様で、そうでない場合は問題が生じる。

### 補足情報
補足情報が次のページに載っている。:
| 11. 住所                                                         | 12. 身長     |
| 13. 眼色                                                         | 14. 延長履歴 |
| 15. 出生時氏名（結婚での改姓や、法的に名前を変えている場合など） |              |

### 残りのページ
- 次のページは予約されている。
  - 所持者の配偶者情報（家族用パスポートが発行されている場合）
  - 所持者に同行している子供に関する情報（名前、名字、生年月日、性別）
  - 配偶者と子供の顔写真
- その次のページは、発行機関が使用する。
- その次のページには、EUの公用語に翻訳した目次が掲載されている。
- 残りのページには、ビザと出入国スタンプ用である。
- 裏表紙の内側に、発行国の言語で追加情報や推奨事項等が記載されている。

## 写真の条件
パスポート用の写真には一定の条件がある。

### 寸法
- 写真の大きさ：35mm x 45mm（幅 x 高さ）。
- 顔の幅： 16mm～20mm（耳を除く）。
- 顔の長さ：19mmから30mmの間（あごから頭頂部まで）。

### 写真の品質
- カラー写真であること。
- 忠実に再現されていること。
- 申請日から6ヶ月以内のもの。
- 自然な表現であること。
- 十分なコントラストとディテールを備えたシャープな写真であること。
- 写真が破損していないこと。
- 複製（コピー）でないこと。
- コンピュータソフトウェアで加工されていないもの。
- 高品質で滑らかなフォトペーパーに印刷されていること。
- 写真の解像度は400dpi以上であること。

### 宗教上の理由による例外
宗教上の理由で頭を隠している方は、写真撮影の際に頭を隠したままで構わない。ただし、頭にかぶるものは無地で、一色のみで、背景とのコントラストが必要。

### 身体的または医学的理由による例外
身体的または医学的な理由により、すべての要件を満たすことができない場合がある。疑義がある場合、旅券または身分証明書を発行する機関は、証拠として医師の診断書の提出を求める権利がある。

## EU加盟国のパスポート

### 現加盟国のパスポート
| 加盟国                       | パスポート | 個人情報ページ | 手数料 | 有効期間                                                                     | 発行機関                                                                                   | 直近の更新     |
| ---------------------------- | ---------- | -------------- | --- | ---------------------------------------------------------------------------- | ------------------------------------------------------------------------------------------ | -------------- |
| オーストリア                 |            |                | - €75.90 (12歳以上) - €30.00 (11歳以下) - 無料 (0-2歳、初回) | - 10 年 (12歳以上) - 5 年 (11歳以下) - 2 年 (0-2歳)                          | - 各市町村登録事務所（国内） - オーストリア大使館・領事館（国外）                          | 2014年9月5日   |
| ベルギー                     |            |                | - €65 (成人、32 ページ、国内) - €35 (未成年、32 ページ、国内) - €240 (成人、64 ページ、国内) - €210 (未成年、64 ページ、国内) - €75 (成人、32 ページ、国外) - €35 (未成年、32 ページ、国外) - €240 (成人、64 ページ、国外) - €210 (未成年、64 ページ、国外) | - 7 年 (18歳以上の成人) - 5 年 (18歳以下の未成年)                            | - コミューン (国内) - ベルギー大使館・領事館 (国外)                                        | 2014年5月1日   |
| ブルガリア                   |            |                | - BGN 40 (成人、14-58歳) - BGN 20 (14歳以下及び58-70歳) - BGN 10 (70歳以上) | - 5 年 もしくは 10 年                                                        | - ブルガリア内務省                                                                         | 2010年3月29日  |
| クロアチア                   |            |                | - HRK 355 (320 + 35 事務手数料) | - 10 年 (21歳以上の成人) - 5 年 (21歳以下の未成年)                           | - クロアチア内務省                                                                         | 2015年8月3日   |
| キプロス                     |            |                | - €70 (成人) - €45 (未成年) | - 10 年 (成人) - 5 年 (未成年)                                               | - キプロス内務省登録・移住局（国内） - キプロス大使館・高等弁務官事務所（国外）            | 2010年12月13日 |
| チェコ                       |            |                | - CZK 600 (15歳以上の成人で、成人後30日以内) - CZK 100 (15歳以下の未成年) - CZK 1200 (15歳以上の成人、海外で120日以上の在留) - CZK 400 (15歳以下の未成年、国外) | - 10 年 (15歳以上の成人) - 5 年 (15歳以下の未成年)                           | - 指定された205のTown Hall（国内） - チェコの領事館（名誉領事館を除く）（国外）            | 2006年9月1日   |
| デンマーク                   |            | 画像リンク     | - DKK 890 (18-64歳) - DKK 378 (65歳以上) - DKK 178 (12-17歳) - DKK 150 (0-11歳) | - 10 年 (18歳以上) - 5 年 (2-18歳) - 2 年 (0-2歳)                            | - コムーネ（Kommune）                                                                      | 2012年1月1日   |
| エストニア                   | 画像リンク | 画像リンク     | - €40 (15歳以上、国内) - €20 (15歳以下、国内) - €60 (15歳以上、国外) - €20 (15歳以下、国外) | - 10 年 (15歳以上) - 5 年 (15歳以下)                                         | - エストニア警察・国境警備隊(PPA)                                                          | 2021年1月1日   |
| フィンランド                 |            | 画像リンク     | - €58 (€52 オンライン申請) - €25 フィンランド戦争退役軍人 (€22 オンライン申請) - €93 臨時パスポート | - 5 年                                                                       | - フィンランド警察                                                                         | 2017年1月1日   |
| フィンランド, オーランド諸島 |            | 画像リンク     | - €58 (€52 オンライン申請) - €25 フィンランド戦争退役軍人 (€22 オンライン申請) - €93 臨時パスポート | - 5 年                                                                       | - オーランド警察                                                                           | 2017年1月1日   |
| フランス                     |            | 画像リンク     | - €86 (フランス首都圏及び海外領土市民の成人) - €89 (成人、国外) - €17 (0-14歳の未成年) - €42 (15-17歳の未成年) | - 10 年 (成人) - 5 年 (18歳以下の未成年)                                     | - 県庁（ただし、宛先はどこの市役所でも良い）（国内） - フランス大使館・領事館（国外）      | 2006年4月12日  |
| ドイツ                       |            |                | - €60 (24歳以上、32 ページ) - €37.50 (24歳以下、32 ページ) - €82 (24歳以上、48 ページ) - €59.50 (24歳以下、32 ページ) | - 10 年 (24歳以上) - 6 年(24歳以下 もしくは セカンド・パスポート)            | - 各市町村登録事務所（国内） - ドイツ大使館・領事館（一部の名誉領事館を含む）（国外）      | 2017年3月1日   |
| ギリシャ                     |            |                | - €84.40 (成人) - €73.60 (未成年) | - 5 年 (15歳以上) - 2 年 (15歳以下)                                          | - ナショナル・パスポート・センター ("Διεύθυνση Διαβατηρίων/Αρχηγείο Ελληνικής Αστυνομίας") | 2006年8月28日  |
| ハンガリー                   |            |                | - HUF 14000 (10 年) - HUF 7500 (5 年) | - 5 年 - 10 年                                                               | - 登録事務所 (Nyilvántartó Hivatal)                                                        | 2012年3月1日   |
| アイルランド                 |            |                | - €75 (成人、32ページ) - €20 (未成年) - €105 (成人、66ページ) | - 10 年 (成人) - 5 年 (未成年)                                               | - アイルランド外務省 領事・パスポート課                                                    | 2013年10月3日  |
| イタリア                     |            |                | - €116.00 (€42.50 + €73.50 収入印紙、48ページ) | - 10 年 (成人) - 5 年 (3-18歳) - 3 年 (0-3歳)                                | 外務大臣 経由で、 - イタリア国家警察（国内） - イタリア大使館・領事館（国外）              | 2010年5月20日  |
| ラトビア                     |            |                | - €28.46 (20歳以上) - €14.23 (年金受給者、障がい者、20歳以下) | - 10 年 (60歳以上) - 5 年 (5-59歳) - 2 年 (5歳以下)                          | - デンマーク市民・移民事務局                                                               | 2015年1月29日  |
| リトアニア                   |            | 画像リンク     | - €43 (成人) - €21.50 (未成年) | - 10 年 (16歳以上) - 5 年 (5-15歳) - 2 年 (5歳以下)                          |                                                                                            | 2011年1月27日  |
| ルクセンブルク               |            | 画像リンク     | - €50 (5年) - €30 (2年) | - 5 年 (4歳以上) - 2 年 (4歳以下)                                            | - ルクセンブルク旅券事務局                                                                 | 2015年2月16日  |
| マルタ                       |            | 画像リンク     | - €70-80 (16歳以上、4月から8月は高額料金が設定される) - €40 (10-15歳) - €16 (4歳以下) | - 10 年 (16歳以上) - 5 年 (10-15歳) - 2 年 (4歳以下)                         | - マルタパスポート・市民登録事務局                                                         | 2008年9月29日  |
| オランダ                     |            |                | - €65.30 (最大料金、成人、34ページ、各自治体が料金を決定する。64ページのビジネス用も同料金で申請可能。) - €52 (最大料金、未成年、34ページ、各自治体が料金を決定する。) - €115.77 (未成年、34ページ)（国外） - €129.07 (成人、34ページ)（国外） - US$94.38 (最大料金、未成年、34ページ、アルバ、キュラソー、セント・マーチン、カリブ・オランダ) - US$109.24 (最大料金、未成年、34ページ、アルバ、キュラソー、セント・マーチン、カリブ・オランダ、各自治体が料金を決定する。64ページのビジネス用も同料金で申請可能。) | - 10 年 (18歳以上) - 5 年 (18歳以下)                                         | - へメーンテ (国内) - オランダ外務省（国外）                                               | 2017年12月23日 |
| ポーランド                   |            |                | - PLN 140 (13-70歳) - PLN 30 (13歳以下、1年の臨時パスポート) - €110 (13-70歳、国外) - €70 (13歳以下、国外) - €40 (1年の臨時パスポート、国外) - €15 (1年の臨時パスポート、国外、通常パスポートとの同時申請) - 70歳以上は無料 - 一部申請者は、半額割引の対象となる。 | - 10 年 (13歳以上) - 5 年 (13歳以下) - 1 年 (臨時パスポート)                 | - 県知事（国内） - ポーランド大使館・領事館（国外）                                        | 2018年11月5日  |
| ポルトガル                   |            |                | - €65 | - 5 年 (5歳以上) - 2 年 (5歳以下)                                            |                                                                                            | 2017年7月10日  |
| ルーマニア                   |            | 画像リンク     | - RON 258 (12-18歳、5年 18歳以上、10年) - RON 234 (12歳以下、3年) - RON 96 (1年の臨時パスポート) | - 10 年 (18歳以上) - 5 年 (12-18歳) - 3 年 (12歳以下) - 1年 (緊急パスポート) | ルーマニア総務省（旅券局）                                                                 | 2019年1月12日  |
| スロバキア                   |            | 画像リンク     | - €33 (16歳以上) - €13 (6-16歳) - €8 (6歳以下) - 重症患者 半額割引、指紋が採取できず1年有効のパスポートを所持している人 10%割引 のそれぞれ対象となる。 | - 10 年 (16歳以上) - 5 年 (5-15歳) - 2 年 (5歳以下)                          | - スロバキア内務省                                                                         | 2014年11月26日 |
| スロベニア                   |            |                | - €46.10 (18歳以上、10年) - €39.30 (3-18歳、5年) - €35.20 (3歳以下、3年) - €34.80 (5年以内に2つ以上のパスポートを紛失または盗難にあった場合、または指紋が採取できない場合、1年) |                                                                              | - スロベニア内務省                                                                         | 2016年12月12日 |
| スペイン                     |            |                | - €30 | - 10 年 (30歳以上) - 5 年 (5-30歳) - 2 年 (5歳以下)                          | - スペイン国家警察                                                                         | 2015年1月2日   |
| スウェーデン                 |            |                | - SEK 350 - SEK 1400（大使館発行） - SEK 1600（臨時パスポート） | - 5 年                                                                       | - スウェーデン警察庁（国内） - スウェーデン大使館・領事館（国外）                          | 2012年1月2日   |

### 旧加盟国のパスポート
2020年1月のイギリスの欧州連合離脱に伴い、イギリスとジブラルタルで欧州連合旅券の発行が終了した。イギリスのパスポートは現在、1921年に初登場した、以前の紺色のデザインに戻っている。非EUの紺色パスポートは2020年3月に初めて発行されたが、これまでのデザインとは異なり、生体認証データのページはポリカーボネート製になった。
移行期間中、イギリスとジブラルタルのパスポートは事実上の欧州連合旅券とみなされ、所持者にEU市民の権利が与えられていた。移行期間が終了する2021年1月1日以降は、この権利が失効される。
2020年3月に独自のパスポートが導入される前は、イギリスのパスポートはEUの標準的なデザインに準拠していた。2019年3月から2020年3月の間、パスポートはEUROPEAN UNIONの文字なしで発行された。
ジブラルタルで発行されるパスポートは、今後数ヶ月のうちに新しいデザインに変更される予定である
| 旧加盟国・地域 | 離脱日        | パスポート                       | 個人情報ページ | 有効期間                             | 発行機関                     | 最後の更新 |
| -------------- | ------------- | -------------------------------- | -------------- | ------------------------------------ | ---------------------------- | ---------- |
| イギリス       | 2020年1月31日 | 非EU圏のパスポート 2020年3月発行 |                | - 10 年 (16歳以上) - 5 年 (16歳以下) | イギリス旅券局               | 2020年3月  |
| イギリス       | 2020年1月31日 | 以前のEUデザイン                 | 画像リンク     | - 10 年 (16歳以上) - 5 年 (16歳以下) | イギリス旅券局               | 2020年3月  |
| ジブラルタル   | 2020年1月31日 |                                  |                | - 10 年 (16歳以上) - 5 年 (16歳以下) | ジブラルタル市民権登録事務局 | 2020年3月  |

## パスポート・ランキング
2020年4月7日現在、保有者がビザなしまたは到着時にビザを取得して訪問できる国や地域の数でのパスポートランキング（EUではドイツが最多、世界では日本が191都市）は以下の通り。
| 国名           | 可能な国の数 |
| -------------- | ------------ |
| オーストリア   | 187          |
| ベルギー       | 185          |
| ブルガリア     | 171          |
| クロアチア     | 171          |
| キプロス       | 174          |
| チェコ         | 184          |
| デンマーク     | 187          |
| エストニア     | 179          |
| フィンランド   | 188          |
| フランス       | 186          |
| ドイツ         | 189          |
| ギリシャ       | 184          |
| ハンガリー     | 182          |
| アイルランド   | 186          |
| イタリア       | 188          |
| ラトビア       | 180          |
| リトアニア     | 181          |
| ルクセンブルク | 188          |
| マルタ         | 184          |
| オランダ       | 186          |
| ポーランド     | 181          |
| ポルトガル     | 186          |
| ルーマニア     | 172          |
| スロバキア     | 181          |
| スロベニア     | 180          |
| スペイン       | 188          |
| スウェーデン   | 186          |

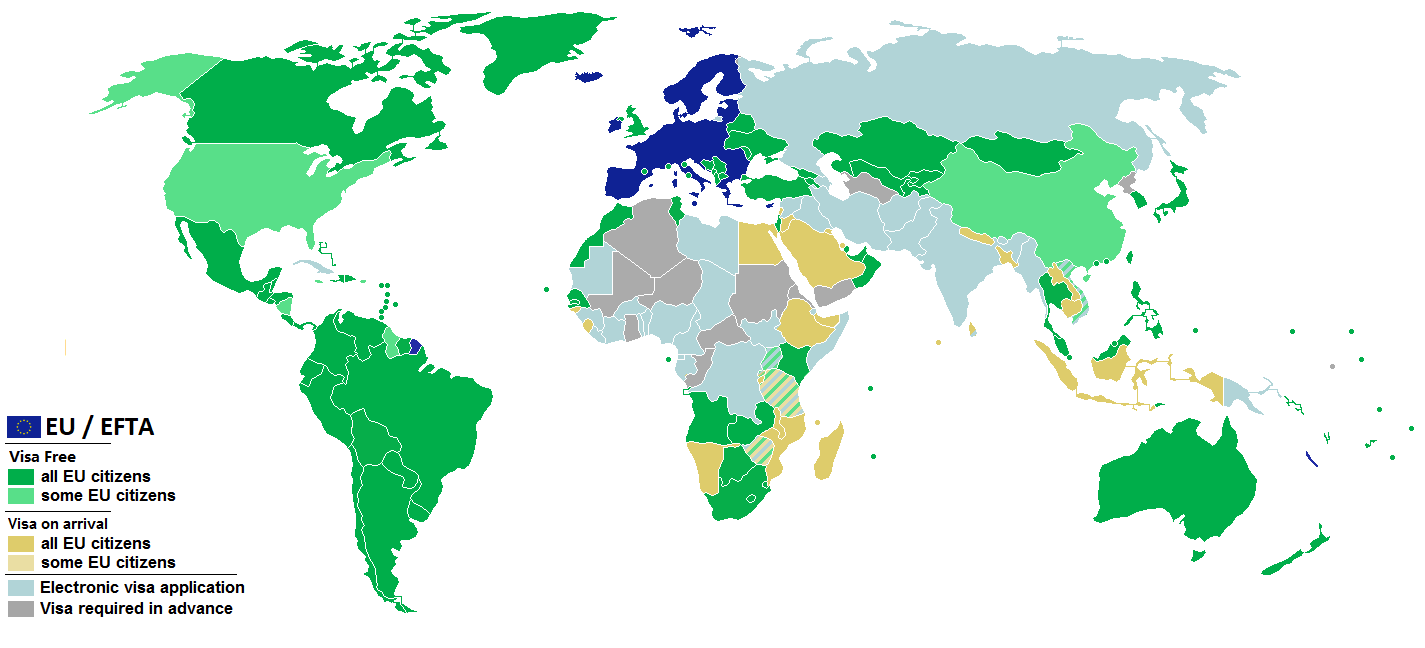
EU市民に対しての各国のビザ要件

比較のために、EEAと旧EEA（イギリス）を含むいくつかの国のデータを以下に示す。
| 国名               | 可能な国の数 |
| ------------------ | ------------ |
| 日本               | 191          |
| ノルウェー         | 185          |
| スイス             | 185          |
| イギリス           | 185          |
| アメリカ合衆国     | 185          |
| アイスランド       | 180          |
| リヒテンシュタイン | 178          |

## 複数の旅券の同時所有

### 同一国
ドイツ、フランス、アイルランド、マルタなどのEU加盟国では、旅行の制限を回避するため、自国民が複数のパスポートを同時に所持することを認めている。これは、ビザ申請中にパスポートを領事館に預けたまま旅行したい場合や、すでに海外にいる時に追加のビザを申請したい場合に便利で、また、パスポートにイスラエル訪問の履歴が記載されている場合、イラン、イラク、レバノン、リビア、サウジアラビア、スーダン、シリア、イエメンへの入国が許可されないことを回避するためにも必要である（イスラエルの出入国スタンプを別の紙に押してもらうことも可能）。

### 複数国
EU加盟国はそれぞれ独自の市民権法を制定することができる。そのため、何の制限もなく二重または多重の市民権を認めている国（フランス、アイルランド、イタリア、スウェーデンなど）や、多重の市民権を認めているが、国境内での他の市民権の存在を無視している国（ポーランドなど）、多重の市民権を規制・制限している国（オーストリア、ドイツ、オランダなど）、例外的な場合にのみ認めている国（リトアニアなど）、世襲の市民にのみ認めている国（クロアチア、エストニア、スロベニア、スペインなど）などが存在する。

## 緊急渡航証明書（緊急パスポート）
1996年6月25日に開催された緊急渡航証明書の制定に関する加盟国政府代表決定96/409/CSFPで、標準的な緊急渡航証明書（ETD）を制定することが決定された。
緊急渡航証明書は、EU市民による加盟国、永住国、または例外的に他の目的地（EU内外）に戻る1回の渡航のために、EU加盟国の国民に発行される。この決定では、有効期限の切れたパスポートには適用されず、有効で期限の切れていないパスポートが紛失、盗難、破壊されたり、一時的に利用できなくなった場合に限定されている。
申請者の出身国と異なるEU加盟国の大使館・領事館では、以下の場合に緊急渡航書類を発行することができる。
1. 申請者がEU加盟国の国民であり、そのパスポートまたは旅券が紛失、盗難、破壊されたか、または一時的に入手できない場合。
2. 申請者がEUの市民でありながら、旅券を発行できる外交・領事機関がない国、または出身国の代表者がいない国にいる場合。
3. 申請者の出身国当局の許可が得られている場合。

## 非EU加盟国における領事保護の権利
EU市民の権利として、非EU加盟国で、国内に出身国との外交機関を持たない国に渡航するEU市民は、その非EU加盟国に存在する他のEU加盟国の外交機関から領事保護と支援を受ける権利がある。

## EEAとスイスのその他のパスポート
EU加盟国が発行するパスポートと同様に、他のEEA加盟国であるアイスランド、リヒテンシュタイン、ノルウェー、およびスイスのパスポートも、EEAおよびスイス内での自由渡航権を行使するために使用することができる。
シェンゲン協定の一環として、加盟国が発行するパスポートおよび渡航書類は最低限のセキュリティ基準に準拠しなければならず、パスポートには所持者の顔画像と指紋を含む記憶媒体（チップ）を組み込むことが義務付けられている。この義務は、IDカードや、有効期間が1年以下の一時的なパスポートや旅券には適用されない。アイスランド、ノルウェー、スイス、リヒテンシュタインがこの規則に拘束されるが、イギリスとアイルランドは拘束されない。これは、規則（EC）No2252/2004が、欧州連合理事会とアイスランドおよびノルウェーとの間で締結された協定、欧州連合と欧州共同体およびスイス連邦との間で締結された協定、および欧州連合と欧州共同体およびスイス連邦との間で締結された議定書の意味におけるシェンゲン協定の規定を発展させたものであるためである。欧州連合、欧州共同体、スイス連邦、リヒテンシュタイン公国の間で締結されたこの議定書は、欧州連合、欧州共同体、スイス連邦の間で締結された協定にリヒテンシュタイン公国が加盟した際に締結されたもので、シェンゲン協定の実施、適用、発展に向けた4カ国の連携に関するものである。